# Erik Banner
Erik Eriksen Banner, född 1481, död 1554, var en dansk adelsman, sin ätts märkligaste man.
Banner ägde flera stora gods i norra Jylland och blev 1517 var lensmand på Kalø. Hos honom lämnades 1518 Gustav Vasa i förvar, och efter dennes flykt till Lübeck 1519 måste han till konung Kristian II utbetala 1 600 gyllen (8 000 tunnor rågs värde) i plikt. Han sökte sedermera förgäves utkräva denna summa av Gustav. 
Likväl strävade han 1522 att upprätthålla Kristians sjunkande välde, men gick över till Fredrik I följande år. Han slöt sig tidigt till reformationen och var ivrigt verksam för dess bästa; 1534 var han en av den jylländska adelns ledare både mot de upproriska bönderna och vid Kristian III:s val till konung. 
Han blev 1541 dansk riksmarsk, anförde 1542 de danska hjälptrupperna i Dackefejden och användes senare i en viktig beskickning till Tyskland.